# 리바이 콜윌
리바이 러마르 새뮤얼 콜윌 (Levi Lemar Samuel Colwill, 2003년 2월 26일 ~ )는 잉글랜드의 축구 선수이며, 첼시에서 센터백으로 뛰고 있다.